# Rolf Monnerjahn

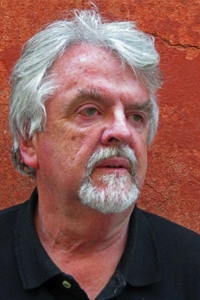
Rolf Monnerjahn

Rolf Monnerjahn (* 28. Oktober 1942 in München) ist ein deutscher Lehrer, didaktischer Autor und E-Learning-Pionier.

## Leben
Rolf Monnerjahn wuchs als Sohn des Maurers Alwin Monnerjahn in Oberbayern und im Hunsrück auf. Er ist verheiratet und hat zwei Söhne.
Nach dem Abitur in Boppard absolvierte er ein Studium für das Lehramt an Volksschulen (Pädagogische Hochschulen in München und Koblenz) und wurde 1963 im Alter von 20 Jahren zum Schulleiter an einer wenig gegliederten Dorfschule (zwei Klassen, Jahrgänge 1–4 und 5–8) berufen.
Von 1968 bis 1973 studierte er neben seiner Lehrertätigkeit als Gasthörer an der Johannes Gutenberg-Universität Mainz Mathematik und Physik und legte in diesen Fächern 1973 die Aufstiegsprüfung für das Lehramt an Realschulen ab. Ab 1973 unterrichtete er an der Realschule in Emmelshausen und wurde dort 1975 zum Realschulkonrektor ernannt.
Von 1980 bis 1984 beteiligte Monnerjahn sich als Mitglied der Wissenschaftlichen Begleitung im Modellversuch (MINA – Mathematik und integrierte Naturwissenschaften) an der Erarbeitung des innovativen Lehrplans für das Wahlpflichtfach Mathematik-Naturwissenschaften in den Klassen 9 und 10 der rheinland-pfälzischen Realschulen. Hier ging es um die Betrachtung, Beschreibung und Modellierung von Steuerungs- und Regelungsprozessen in Natur und Technik (kybernetischer Ansatz). Ab 1980 wurde Monnerjahn in zahlreichen Veranstaltungen der Lehrerfort- und -weiterbildung für dieses neue Fach, für die Erarbeitung von Unterrichtsmaterialien und -handreichungen eingesetzt.
Zwischen 1978 und 1983 nahm er an Weiterbildungsreihen für das Fach Informatik teil und erwarb bis 1983 hierin die Unterrichtserlaubnis in beiden Qualifikationsstufen.
Seit 1976 hatte er in der Realschule Emmelshausen Erfahrungen in der Einführung von Schülern in das Programmieren gesammelt. Von 1985 bis 1990 war er Mitglied der Projektgruppe Informationstechnische Grundbildung in Rheinland-Pfalz, deren Leitung Alfons Rissberger innehatte und von 1987 bis 1989 war er Mitglied der Zentralen Arbeitsgruppe Informationstechnische Grundbildung beim Südwestfunk Baden-Baden, hier auch von 1988 bis 1992 Mitglied der Zentralen Arbeitsgruppe im Modellversuch „Medienverbund zur Lehrerfortbildung in Informationstechnischer Grundbildung“.
Von 1980 bis 1987 hatte er im Landesvorstand Rheinland-Pfalz des Verbands Deutscher Realschullehrer (VDR, heute VRB) die Schriftleitung inne und betreute die Verbandszeitschrift „realschulblätter“. Ab 1983 befasste sich Rolf Monnerjahn mit der Produktion von Programmen zur Unterstützung des Mathematikübens in seinem eigenen Unterricht. 1988 wurde er in den Modellversuch CLiP (computerunterstütztes Lernen im Primarbereich) einbezogen; hier schrieb er das Programm „Rechnen mit Felix“, das den gesamten Mathematikübungsstoff der Schuljahre 2 bis 4 abbildete und hinsichtlich Individualisierung durch fallunterscheidende Lernhilfen, Anforderungsanpassung und umfangreiche graphische Veranschaulichungen des Rechnens revolutionär war. Die Firmen COMMODORE (Amiga-PC) und IBM-Deutschland unterstützten den Schulversuch.
1990 wurde Rolf Monnerjahn zum Projektgruppenleiter im Modellversuch CULAS (computerunterstütztes Lernen an allgemeinbildenden Schulen) berufen. Zeitgleich beteiligte er sich an der Entwicklung eines Lernprogramms zur Bruchrechnung (FWU mit Fritz Nestle und B. Brockmann; Modellversuch IBEC zur Entwicklung von exemplarischer Lernsoftware) und nahm an einer Schulung in Kooperation von IPN in Kiel und King’s College London zum Softwareautor teil. In deren Rahmen entwickelte er zusammen mit Fritz Nestle das mathematische Lernspiel „Ziel 2000“, das später beim Cornelsen Verlag verlegt wurde. Zwischen 1994 und 2002 war er bei der Entwicklung einer universellen Software für das Mathematiklernen (Arithmetik, Algebra, Geometrie) in der Sekundarstufe I beim Cornelsen-Verlag in Berlin beteiligt (Mathlantis-Projekt).
Ab 2006 befasste Monnerjahn sich mit dem Einsatz von Computeralgebrasystemen (CAS) im Mathematikunterricht, veröffentlichte (2007) hierzu ein Schulbuch und bei Lehrer-Online eine Serie von Unterrichtsvorschlägen. 2013 besorgte er mit Hans-Martin Bossert anlässlich des 150. Geburtstags der Schriftstellerin Helene Pagés die Neuauflage von deren Erzählungen „Die klingende Kette“ und deren Vorstellung in einer Gedenkfeier in seinem Heimatort Emmelshausen. Nach seiner Pensionierung befasste er sich intensiv mit der Manifestation mathematischer Strukturen in der Bildenden Kunst (z. B. in der Architektur der Kathedrale von Chartres) und in der Natur und veröffentlichte dazu u. a. auf seiner Website (Weblinks).

## Veröffentlichungen
- Druxes, Herbert (Hrsg.) ; Monnerjahn, Rolf : Studienmaterialien zum Wahlpflichtfach Mathematik, Naturwissenschaften in den Klassen 9 und 10 der Realschule Unterrichtseinheit 4, Informationsverarbeitung und Zeit, Speyer SIL 1985
- Gorny, Peter (Hrsg.): INFORMATIK UND SCHULE 1991, darin: Georg Baumann, Rolf Monnerjahn Der Computer als Lern- und Unterrichtshilfe in der Grundschule, S. 108–116, Springer-Verlag, ISBN 978-3-540-54619-1
- Ingold, Jürgen ; Monnerjahn, Rolf ; Tews, Wolfgang ; Westphal, Alexander : Mathematik für die Schule und zu Hause; Mathlantis, : Lernen, Üben, Abenteuer; die interaktive Lernwerkstatt zur Mathematik; Multimedia Lernwelt Berlin Cornelsen 1999, ISBN 3-464-90919-0
- Krauthausen, Günter, und Herrmann, Volker (Hrsg.); Georg Baumann, Hans Brügelmann, Joost Klep, Günter Krauthausen, Jens Holger Lorenz, Willi van Lück, Rolf Monnerjahn, Ilse Nilshon, Werner Sesink, Wolfgang Weber, Eva Wuschansky: Computereinsatz in der Grundschule? – Fragen der didaktischen Legitimierung und der Software-Gestaltung. Ernst Klett Schulbuchverlag, 1994, ISBN 3-12-196201-9
- Mitzlaff, Hartmut (Hrsg.): Handbuch Grundschule und Computer, Beltz Weinheim/Basel 1996, ISBN 3-407-62199-X
- Monnerjahn, Rolf (Hrsg.): Computerunterstütztes Lernen an allgemeinbildenden Schulen Teil III – Abschlussbericht des Modellversuchs CLiP, Hase & Koehler Mainz 1994, ISBN 3-7758-1316-0
- Monnerjahn, Rolf: Mathematische Anwendungen in Biologie, Chemie, Physik: MuPad im Mathematikunterricht: 5.–10. Schuljahr. Schülerbuch mit CD-ROM Taschenbuch, Berlin August 2007, ISBN 978-3-06-000089-0
- Monnerjahn, Rolf: Rechnen mit Fahrstuhlführer FELIX : Punkt-, Strich-, Sachrechnen und Geometrie, Klasse 2 bis 5 ; ein Lernprogramm aus der COMLES-Familie, Cornelsen-Software, 1995
- Rissberger, Alfons (Herausgeber) u. a. „Informationstechnische Grundbildung (ITG)“ (Klett-Verlag) Stuttgart 1986, ISBN 3-12-718700-9 http://www.rissberger.de/pages/klett.html
- Rissberger, Alfons (Herausgeber) u. a. „Abschlussbericht des Modellversuchs CULAS Computerunterstütztes Lernen an allgemeinbildenden Schulen“, Ministerium für Bildung und Kultur Rheinland-Pfalz (v. Hase & Koehler Verlag) Mainz 1993, ISBN 3-7758-1301-2